# Jean-Marc Chotteau
Jean-Marc Chotteau, né le 13 août 1949 à Lille (Nord), est un comédien, metteur en scène, auteur de pièces de théâtre et directeur de théâtre français. Il est directeur de La Virgule, Centre transfrontalier de création théâtrale.

## Biographie
Parallèlement à des études de lettres, il se forme au métier de comédien au conservatoire de Lille. Sa carrière au théâtre débute dans la décentralisation théâtrale, quand, en 1971, Jacques Rosner, directeur du Centre dramatique du Nord (Théâtre du Lambrequin) lui offre ses premiers rôles. En 1974, il poursuit l'aventure de la décentralisation théâtrale avec La Salamandre de Gildas Bourdet. En 1976-1977 il joue au Théâtre populaire des Flandres de Cyril Robichez.
En 1982, à l'occasion d'une commande de la ville de Lille, il écrit La Revue et fonde sa compagnie. La Compagnie Jean-Marc Chotteau s'installe à Tourcoing en 1988 où elle crée le Salon de Théâtre, petite salle propice à un répertoire de théâtre "de chambre", comme on le dit de la musique.
En 1999, sa compagnie s'associe au Centre culturel mouscronnois, de l'autre côté de la frontière franco-belge, pour former La Virgule, Centre transfrontalier de création théâtrale.
Il y poursuit sa triple activité d’auteur, metteur en scène et comédien, à travers des mises en scène d’auteurs contemporains, de nombreuses adaptations de textes non théâtraux, ou des pièces originales comme La Revue, Le Jour où Descartes s’est enrhumé, ou Night Shop. Enfin, certains de ses spectacles sont écrits pour des lieux singuliers qui lui inspirent des scénographies originales : Prises de becs au gallodrome dans un gallodrome, La Vie à un fil dans une friche industrielle, Éloge de la paresse dans une bourloire, Le Bain des pinsons dans une ancienne piscine, Jouer comme nous dans le cloître d’un ancien monastère et HLM - Habiter La Mémoire dans une barre d'habitation collective sur le point d'être démolie.

## Pièces dont il est l'auteur
- Votre Gustave, d'après les Correspondances de Gustave Flaubert, 2017
- Éduc', d'après des témoignages d'éducateurs de rue, 2016.
- Fumistes ! et autres Zutistes, Jemenfoutistes, Incohérents, Hirsutes et Hydropathes de la Belle Époque, 2015.
- Hypotyposes ou La Naissance calamiteuse d'une vocation d'acteur, 2014.
- HLM - Habiter La Mémoire, d'après des témoignages d'habitants des quartiers Belencontre (Tourcoing), les Trois Ponts (Roubaix), Beaulieu (Wattrelos), les Blommes (Mouscron), 2011.
- Appartements Témoins, d'après des témoignages d'habitants des quartiers Belencontre (Tourcoing), les Trois Ponts (Roubaix), Beaulieu (Wattrelos), les Blommes (Mouscron), coadaptation : Blandine Aubin, 2010.
- Night Shop ou L'Arabe du coin, 2009. Coédition La Virgule et Éditions La Fontaine, Lille.
- Situations critiques, 2007.
- Comma, 2005. Coédition Compagnie Jean-Marc Chotteau et Éditions La Fontaine, Lille  (ISBN 2-907846-68-X).
- Jouer comme nous, spectacle conçu d'après des témoignages d'ouvriers du textile, 2004.
- Le Bain des pinsons, spectacle conçu d'après des témoignages des habitants du Nord de la France et de la Belgique, 2004.
- L'endroit du théâtre, 2003. Coédition Compagnie Jean-Marc Chotteau et Éditions La Fontaine, Lille  (ISBN 2-907846-91-4).
- Éloge de la paresse, 2002.
- La Vie à un fil, spectacle conçu d'après des témoignages d'ouvriers du textile, 2001.
- Prises de becs au gallodrome, florilège des pires scènes de ménage de Molière à Ionesco, 2000.
- Le jour où Descartes s'est enrhumé, 1997. Coédition Compagnie Jean-Marc Chotteau et Éditions La Fontaine, Lille.
- Bouvard et Pécuchet d'après Gustave Flaubert, 1994.
- L'Esthétocrate d'après Pol Bury, 1992.
- Mari-Clair, 1991.
- La Comédie du paradoxe d'après Paradoxe sur le comédien de Denis Diderot, 1990. Coédition Compagnie Jean-Marc Chotteau et éditions La Fontaine, Lille  (ISBN 2-907846-42-6).
- Le Miroir aux alouettes ou Fahrenheit 452, 1987.
- Petites misères de la vie conjugale ou les Truffes du Périgord d'après Honoré de Balzac, 1986. Coédition Compagnie Jean-Marc Chotteau et Éditions La Fontaine, Lille  (ISBN 2-907846-33-7).
- Vive Hugo, d'après Choses vues de Victor Hugo, 1984.
- Le Père Denis, d'après Paradoxe sur le comédien de Denis Diderot, 1984.
- La Revue ou 1932, les mémoires d'un cabaret lillois, 1982.
- Règlements de contes avec Jean de La Fontaine, 1978.

## Mises en scène
- Ces petits riens, comédie d'Antoine Lemaire. Création du 30 janvier 2024 au 16 février au Salon de Théâtre à Tourcoing.
- Le Cas Martin Piche, comédie de Jacques Mougenot. Création du 28 novembre au 16 décembre 2023 au Salon de Théâtre à Tourcoing.
- Bartleby ou j'aimerais mieux pas d'après le roman d'Hermann Melville. Création du 14 mars au 14 avril 2023 au Salon de Théâtre à Tourcoing.
- Mademoiselle Julie d'August Strindberg. Création du 16 novembre au 11 décembre 2021 au Salon de Théâtre à Tourcoing.
- L'École des femmes de Molière. Création du 15 au 30 novembre 2018 au Théâtre Municipal Raymond Devos à Tourcoing et au Centre Marius Staquet à Mouscron.
- Votre Gustave de Jean-Marc Chotteau, d'après les Correspondances de Gustave Flaubert. Création du 05 au 21 octobre 2017 au Salon de Théâtre à Tourcoing.
- Bouvard et Pécuchet de Jean-Marc Chotteau d'après Gustave Flaubert. Création du 17 novembre au 17 décembre 2016 au Salon de Théâtre à Tourcoing.
- Éduc' de Jean-Marc Chotteau. Création le 2 juin 2016 à la maison Folie - hospice d'Havré de Tourcoing (reprise du 11 au 13 janvier 2017).
- Fumistes ! et autres Zutistes, Jemenfoutistes, Incohérents, Hirsutes et Hydropathes de la Belle Époque. Création du 15 au 31 janvier 2015 au Salon de Théâtre à Tourcoing.
- Hypotyposes. Conçu, mis en scène et interprété par Jean-Marc Chotteau. Création du 14 janvier au 15 février 2014 au Salon de Théâtre à Tourcoing (reprise  du 27 novembre au 13 décembre 2014).
- HLM - Habiter La Mémoire. Conçu et mis en scène par Jean-Marc Chotteau. Création du 14 au 25 juin 2011 dans le linéaire Euclide du quartier Belencontre à Tourcoing.
- Appartements Témoins, adapté par Jean-Marc Chotteau. Création du 10 au 13 février 2011 au Salon de Théâtre à Tourcoing.
- Night Shop ou L'Arabe du coin de Jean-Marc Chotteau. Création du 9 mars au 3 avril 2010 au Salon de Théâtre à Tourcoing.
- Le Réformateur de Thomas Bernhard. Création du 17 au 21 février 2009 au Théâtre municipal Raymond Devos de Tourcoing.
- Situations critiques de Jean-Marc Chotteau. Création du 5 au 6 décembre 2007 au Théâtre municipal Raymond Devos de Tourcoing.
- Comma de Jean-Marc Chotteau. Création du 22 novembre au 23 décembre 2005 au Salon de Théâtre à Tourcoing.
- Jouer comme nous, spectacle conçu par Jean-Marc Chotteau. Création du 22 juin au 13 juillet 2004 dans le cloître de l'ancien Monastère des Anges, Hospice d'Havré, maison Folie Tourcoing. Dans le cadre de Lille 2004.
- Le Bain des pinsons, spectacle conçu par Jean-Marc Chotteau. Création du 1er au 22 mai 2004 à l'ancienne piscine de Mouscron. Dans le cadre de Lille 2004.
- L'Endroit du théâtre de Jean-Marc Chotteau. Création du 25 mars au 30 avril 2003 au Centre Marius Staquet à Mouscron.
- Éloge de la paresse de Jean-Marc Chotteau. Création du 14 mai au 2 juin 2002 à la bourloire St-Raphaël de Tourcoing (La Marlière).
- La Vie à un fil de Jean-Marc Chotteau. Création du 15 au 30 juin 2001 à l'Usine Vanoutryve à Tourcoing.
- Prises de becs au gallodrome, florilège des pires scènes de ménage de Molière à Ionesco. Création du 19 au 24 juin 2000 au Gallodrome du Risquons-Tout à Neuville en Ferrain.
- Le Misanthrope de Molière. Création du 17 mars au 8 avril 2000 au Salon de Théâtre à Tourcoing.
- Le jour où Descartes s'est enrhumé de Jean-Marc Chotteau. Création du 21 mars au 12 avril 1997 au Salon de Théâtre à Tourcoing.
- L'Éloge de la Folie d'après Érasme. Création du 23 avril au 1er juin 1996 au Salon de Théâtre à Tourcoing.
- Bouvard et Pécuchet de Jean-Marc Chotteau d'après Gustave Flaubert. Création du 15 mars au 10 avril 1994 au Salon de Théâtre à Tourcoing.
- L'Esthétocrate de Jean-Marc Chotteau d'après Pol Bury. Création du 7 au 18 décembre 1991 au Musée des Beaux Arts de Tourcoing.
- Mari-Clair de Jean-Marc Chotteau. Création du 8 au 16 mars 1991 au Salon de Théâtre à Tourcoing.
- La Comédie du paradoxe de Jean-Marc Chotteau d'après Denis Diderot. Création du 14 au 22 septembre 1990 au Salon de Théâtre à Tourcoing.
- Quel petit vélo à guidon chromé au fond de la cour de Georges Perec. Création du 19 mai au 3 juin 1989 au Salon de Théâtre à Tourcoing.
- Le Monte-plats de Harold Pinter. Création du 14 au 22 avril 1989 au Salon de Théâtre à Tourcoing.
- L'Autobus n'est juste à l'heure que quand il ne passe pas de Pierre Louki. Création en 1988.
- Le Miroir aux alouettes ou Fahrenheit 452 de Jean-Marc Chotteau. Création du 22 au 30 janvier 1988 au théâtre du Centre Régional Camif à Ronchin.
- Abel et Bela de Robert Pinget. Création en 1987.
- Petites misères de la vie conjugale ou les Truffes du Périgord de Jean-Marc Chotteau d'après Honoré de Balzac. Création en 1986 au théâtre du Centre Régional Camif à Ronchin.
- Le Père Denis de Jean-Marc Chotteau d'après Denis Diderot. Création en 1984 à Lille.
- Vive Hugo de Jean-Marc Chotteau d'après Choses vues de Victor Hugo. Création en novembre 1984 à Lille.
- George Dandin de Molière ou La Flandre confondue. Création en 1984.
- Règlements de contes avec Jean de La Fontaine de Jean-Marc Chotteau. Un "one man Chotteau." Création en décembre 1978 à Faches-Thumesnil.

## Principaux rôles au théâtre
- 2023 : le docteur dans Le Cas Martin Piche, comédie de Jacques Mougenot, La Virgule en partenariat avec la Compagnie DéTé
- 2023 : Dindonneau dans Bartleby ou j'aimerais mieux pas d'après le roman d'Hermann Melville, La Virgule
- 2022 : LUI dans Est-ce que vous pouvez laisser la porte ouverte en sortant ?, texte et mise en scène d'Antoine Lemaire, Coproduction Thec - La Virgule
- 2018 : Arnolphe dans L'École des femmes de Molière, La Virgule
- 2017 : Flaubert dans Votre Gustave d'après les Correspondances de Gustave Flaubert, La Virgule
- 2016 : Pécuchet dans Bouvard et Pécuchet d'après Gustave Flaubert, La Virgule
- 2015 : Charles dans Fumistes ! et autres Zutistes, Jemenfoutistes, Incohérents, Hirsutes et Hydropathes de la Belle Époque, La Virgule
- 2014 : le Narrateur dans Hypotyposes, La Virgule
- 2013 : Monsieur Denis, le conférencier, dans La Comédie du Paradoxe d'après Denis Diderot, La Virgule
- 2009 : le Réformateur dans Le Réformateur de Thomas Bernhard, La Virgule
- 2007 : Lui dans Effets de nuit de Philippe Madral, mise en scène par l'auteur, La Virgule
- 2005 : le Visiteur dans Comma, La Virgule
- 2003 : le Metteur en scène dans L'Endroit du théâtre, La Virgule
- 2000 : Alceste dans Le Misanthrope de Molière, La Virgule
- 1997 : Descartes dans Le jour où Descartes s'est enrhumé, Compagnie Jean-Marc Chotteau
- 1996 : la Folie dans L'Éloge de la Folie d'après Érasme, Compagnie Jean-Marc Chotteau
- 1994 : Monsieur Bonhomme dans Monsieur Bonhomme et les incendiaires de Friedrich Dürrenmatt, mise en scène Jacques Labarrière, Théâtre du Carquois
- 1993 : Albert dans Le Ver luisant ou Feydeau démasqué de Marie-Hélène Sarrazin, Compagnie Jean-Marc Chotteau
- 1991 : l'Artiste dans L'Esthétocrate d'après Pol Bury, Compagnie Jean-Marc Chotteau
- 1988 : Abel dans Abel et Bela de Robert Pinget, Compagnie Jean-Marc Chotteau ; l'Autre dans L'Autobus n'est juste à l'heure que quand il ne passe pas de Pierre Louki, Compagnie Jean-Marc Chotteau
- 1986 : Balzac dans Petites misères de la vie conjugale ou les Truffes du Périgord d'après Honoré de Balzac, Compagnie Jean-Marc Chotteau
- 1984 : Victor Hugo dans Vive Hugo, Compagnie Jean-Marc Chotteau
- 1982 : Gaston Chapotard dans La Revue, Compagnie Jean-Marc Chotteau
- 1978 : Jean de La Fontaine dans Règlements de contes avec Jean de La Fontaine, Centre d'Animation du Nord
- 1977 : le Journaliste dans Un Ennemi du peuple d'Henrik Ibsen, mise en scène de Cyril Robichez, Théâtre Populaire des Flandres
- 1976 : Hugues de Morville dans Meurtre dans la cathédrale de T. S. Eliot, mise en scène Cyril Robichez, Théâtre Populaire des Flandres
- 1975 : le Premier Ministre dans L’Ombre d'Evguéni Schwartz, mise en scène Gildas Bourdet, Théâtre de La Salamandre, Festival d'Avignon
- 1974 : plusieurs rôles dans Proffolding Follies de Pierre Aime, mise en scène de Gildas Bourdet, Théâtre de La Salamandre ; plusieurs rôles dans La Vie de Jean-Baptiste Poquelin, création collective, mise en scène Gildas Bourdet, Théâtre de La Salamandre ; le Deuxième Homme dans Dreyfus de Jean-Claude Grumberg, mise en scène Jacques Rosner, Théâtre de l'Odéon, Théâtre de Paris
- 1972 : le Plombier dans Dehors Dedans de Philippe Madral, mise en scène par l'auteur, Théâtre du Lambrequin
- 1971 : l'Ouvrier dans Maître Puntila et son valet Matti de Bertolt Brecht, mise en scène Jacques Rosner, Théâtre du Lambrequin

## Créations pour la télévision
- La Revue, 1983. Production FR3 Nord - Pas de Calais. Diffusion nationale.
- Le Temps du Houblon, 1984. Production FR3 Nord - Pas de Calais. Diffusion nationale.
- Lire le Nord, 1986. Production FR3 Nord - Pas de Calais.